# Xyalophora
Xyalophora är ett släkte av steklar som beskrevs av Jean-Jacques Kieffer 1901. Xyalophora ingår i familjen glattsteklar.
Släktet innehåller bara arten Xyalophora clavata.